# Australomimetus tasmaniensis
Australomimetus tasmaniensis is een spinnensoort in de taxonomische indeling van de Spinneneters (Mimetidae).
Het dier behoort tot het geslacht Australomimetus. De wetenschappelijke naam van de soort werd voor het eerst geldig gepubliceerd in 1928 door Hickman.